# Germaine Stainval
Germaine Stainval, de son vrai nom, Germaine Charlotte Marie Paule Sallé, est une actrice française née au Mans (Sarthe) le 20 avril 1887 et morte dans le 18e arrondissement de Paris le 6 février 1958.

## Biographie
Dans les années 1940 et au début des années 1950, Germaine Stainval tient de nombreux petits rôles au cinéma français. Si les rôles qui lui sont confiés restent très secondaires, Germaine Stainval est néanmoins un visage familier pour les spectateurs de cette époque.

## Filmographie partielle
- 1938 : La Cité des lumières  de Jean de Limur
- 1942 : Le Mariage de Chiffon de Claude Autant-Lara : La dame de l'hôtel
- 1943 : Adieu Léonard de Pierre Prévert : La vieille dame
- 1945 : La Boîte aux rêves d'Yves Allégret et Jean Choux
- 1945 : Adieu chérie de Raymond Bernard
- 1946 : Le Capitan de Robert Vernay
- 1946 : La Fille du diable d'Henri Decoin
- 1946 : Un revenant de Christian-Jaque : Mme Brunet
- 1946 : L'assassin n'est pas coupable de René Delacroix : Une demoiselle de Kéradec
- 1947 : Carré de valets d'André Berthomieu : Une invitée
- 1948 : La Dame d'onze heures de Jean Devaivre : Une commère
- 1949 : Retour à la vie (sketch 1 : Le retour de Jean d'Henri-Georges Clouzot)
- 1949 : Entre onze heures et minuit d'Henri Decoin : La concierge
- 1949 : Scandale aux Champs-Élysées de Roger Blanc : Louise, une standardiste de la P.J
- 1950 : Pas de week-end pour notre amour de Pierre Montazel : Une invitée
- 1950 : Trois Marins dans un couvent d'Émile Couzinet : Une religieuse
- 1950 : Ma pomme de Marc-Gilbert Sauvajon : La présidente
- 1950 : Souvenirs perdus de Christian-Jaque : L'épouse de l'industriel au musée (Sketch 1)
- 1950 : Les Anciens de Saint-Loup de Georges Lampin : La femme de ménage
- 1950 : Le Château de verre de René Clément : La bonne
- 1951 : Une histoire d'amour de Guy Lefranc : Une invitée
- 1951 : Seul dans Paris d'Hervé Bromberger : La dame de la Tour Eiffel
- 1951 : Sans laisser d'adresse de Jean-Paul Le Chanois : La dame pour l'opéra
- 1951 : Journal d'un curé de campagne de Robert Bresson : La patronne du café
- 1952 : Agence matrimoniale de Jean-Paul Le Chanois
- 1952 : Les Sept Péchés capitaux (sketch 2, La Paresse de Jean Dréville)
- 1952 : Elle et moi de Guy Lefranc : Une invitée
- 1952 : Drôle de noce de Léo Joannon
- 1952 : Trois femmes d'André Michel
- 1953 : Madame de... de Max Ophüls : L'ambassadrice

## Théâtre
- 1923 : L'Enfant d'Eugène Brieux, Théâtre du Vaudeville
- 1932 : Mademoiselle  de Jacques Deval : Hélène